# Taniec kołowy

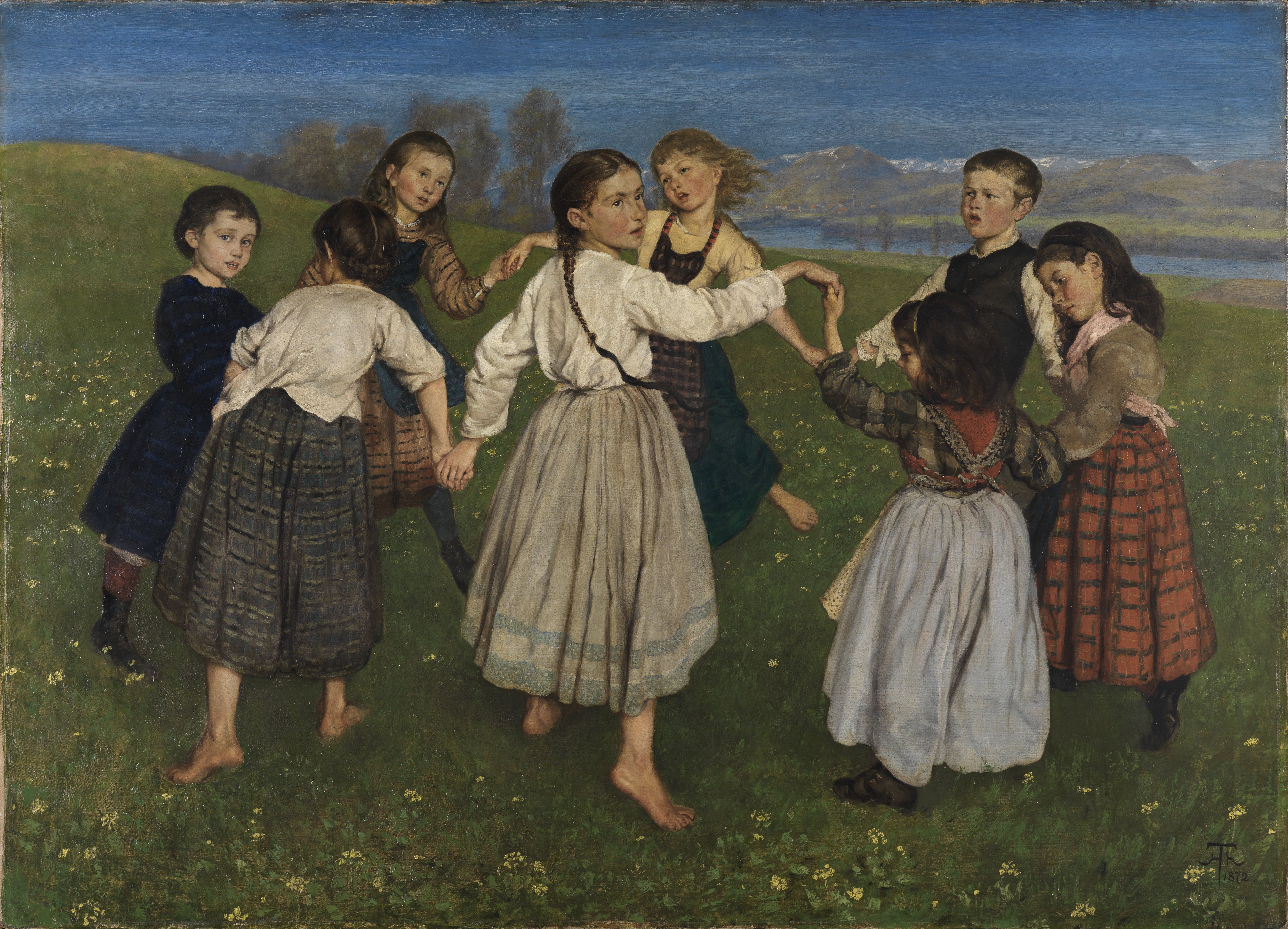
Obraz Der Kinderreigen Hansa Thoma

Taniec kołowy – jedna z najstarszych form tańca grupowego. Wywodzi się z tańców rytualnych i religijnych, ma charakter celebracyjny.
Jest bardzo prosty i występuje prawie we wszystkich kulturach. Tańczony jest w kole, poruszającym się zgodnie ze wskazówkami zegara, bądź w przeciwnym kierunku. Tancerze najczęściej stoją zwróceni twarzą w stronę centrum koła, ich ustawienie jest zazwyczaj przypadkowe. Czasami tylko stoją obok siebie, innym razem trzymają się za ręce, biodra, lub ramiona.
Taniec kołowy występuje często w tańcach plemiennych związanych z kultami płodności, astralnymi, kultem zmarłych, tańcami wojennymi, a także w tańcach ludowych wywodzących się z nich.
W formach bardziej złożonych mogą występować dwa koła, wewnętrzne i zewnętrzne, czasami poruszają się w tym samym kierunku innym razem w przeciwnych.
Do tańców kołowych zalicza się m.in.: carole i kolo.